# Les Filles de Camaret

Les Filles de Camaret  est une chanson paillarde traditionnelle populaire en France.

## Histoire
Les informations qui suivent sont principalement extraites de Chansons paillardes de France et d'ailleurs.
On l'a parfois attribuée à Laurent Tailhade, écrivain satirique et libertaire, voire anarchiste, mais sa contribution aurait été limitée à l'ajout de quelques couplets.
En effet, la mélodie n'est autre que la version en mode mineur du « timbre » de nombreuses chansons ; il est repris sous le no 725 de La clé du caveau (1811). Sa structure est fort simple : il s'agit de 4 vers de 7 pieds ; les deux premiers peuvent être ou ne pas être bissés ; elle se termine par un vers de 3 syllabes répété 3 fois.
Dès 1649, on trouve dans le chansonnier de Maurepas, des chansons construites sur ce modèle connu sous le nom de Les rideaux de notre lit, de Jardinier, que vois-tu là ? ou bien encore l'air des Fraises.
Dans le manuscrit de Dallichanps (1713), outre la partition musicale, figure notamment le couplet :
| Mon mary s'en est allé À Vienne en Autriche Il me défend de baiser Moi qui ne m'en puis passer Je triche (ter). |

Dès 1736, on trouve dans Recueil de chansons sur différents sujets un complément :
| Et le mien s'en est allé À Châlons en Champagne, Il m'a laissé sans argent, Mais à mon contentement J'en gagne (ter). |

Ces ajouts n'ont cessé de croître depuis.